# Кояшское озеро
Коя́шское озеро (также Опукское, Альчин, Элкенское, Элкинское, Элькинское, Соленое; укр. Кояське озеро, Опуцьке озеро, крымскотат. Qoyaş gölü, Opuk gölü, Къояш голю, Опук голю) — солёное озеро морского происхождения на южном побережье Керченского полуострова, располагается в пределах территории Ленинского района. Площадь — 5,01 км². Происхождение — лиманное. Группа гидрологического режима — бессточное.

## География
Входит в Керченскую группу озёр. Длина — 3,84 км. Ширина макс — 2,81 км, средняя — 1,2 км. Площадь водосбора — 23 км², средняя глубина — 0,75 м, наибольшая — 1,0 м. Длина береговой линии — 10 км. Ближайшие населённые пункты: сёла Борисовка и Яковенково расположены северо-восточнее озера. Озеро является лечебным и используется для рекреации.
Кояшское озеро отделено от Чёрного моря узким перешейком. Озёрная котловина водоёма неправильной округлой удлинённой формы вытянутая с севера на юг с извилистой береговой линией. Юго-западная часть озера частично отделена от большей части водоема косой с отмелями и называется Малое Элькинское озеро. Западнее в непосредственной близости расположено Узунларское озеро и гора Приозёрная (44 м), восточнее мыс и гора Опук (185 м). По северной и восточной береговым линиям озера проходит дорога местного значения сообщения идущая по южному побережью Керченского полуострова со стороны села Яркое до мыса Опук, что расположен восточнее озера.
Озеро зарастает водной растительностью преимущественно на опреснённых участках — в лагунах у пересыпей, в устьях впадающих балок, в зоне выходов подземных вод. Тут интенсивно развиваются различные водоросли, вплоть до цветения воды.
Среднегодовое количество осадков — 400—450 мм. Питание: поверхностные и подземные воды Причерноморского артезианского бассейна.

## Охрана и значение
Озеро вместе с близлежащими объектами входят в Опукский природный заповедник и водно-болотное угодье международного значения «Аквально-прибрежный комплекс мыса Опук», созданный в 1998 году, с общей площадью 1 592,3 га. Кояшское озеро — одно из 6 озёр Крыма (другие — Ачи, Бакальское озеро, Малое Элькинское озеро, Сасык, Чокракское), которое входит в состав природоохранного объекта.
Является источником целебных грязей.